# Serdang (Barusjahe)
Serdang is een bestuurslaag in het regentschap Karo van de provincie Noord-Sumatra, Indonesië. Serdang telt 785 inwoners (volkstelling 2010).